# Exomalopsis tepaneca
Exomalopsis tepaneca är en biart som beskrevs av Cresson 1876. Exomalopsis tepaneca ingår i släktet Exomalopsis och familjen långtungebin. Inga underarter finns listade i Catalogue of Life.